# Avocació de competències
L'avocació de competències és un mecanisme previst en l'article 10 de la Llei 40/2015 d'1 d'octubre de règim jurídic del sector públic pel qual les diferents administracions poden traslladar l'exercici de la competència per a resoldre un assumpte concret, des d'un òrgan inferior cap a un de superior.
Concretament, tal com explicita la llei 30/1992, els òrgans superiors poden avocar per a ells mateixos el coneixement d'un assumpte la resolució del qual correspongui ordinàriament o per delegació als seus òrgans administratius dependents, quan circumstàncies d'índole tècnica, econòmica, social, jurídica o territorial ho
facin convenient.
En els supòsits de delegació de competències en òrgans no jeràrquicament dependents, el coneixement d'un assumpte pot ser avocat únicament per l'òrgan delegant. La llei, també té en compte que sempre que es produeixi una avocació s'ha de fer per acord motivat, que ha de ser notificat a les persones interessades en el procediment, si n'hi ha, abans de la resolució final que es dicti. Contra l'acord d'avocació, no es pot interposar recurs administratiu, encara que es pot impugnar en el recurs que, si s'escau, s'interposi contra la resolució del procediment.